# Ingrid Künzel
Ingrid Künzel (Darmstadt, 29 gennaio 1938) è un'ex nuotatrice tedesca.
Specializzata nello stile libero, ha partecipato ai Giochi di Melbourne 1956, gareggiando nei 400m sl, dove è arrivata al 14º posto, e nella Staffetta 4x100m sl, dove ha raggiunto il 4º posto.